# شافاني ويليس
شافاني ويليس (بالإنجليزية: Chavany Willis) هو لاعب كرة قدم جامايكي في مركز الوسط، ولد في 17 سبتمبر 1997 في جامايكا. لعب مع فيلادلفيا يونيون 2.

## وصلات خارجية
- شافاني ويليس على موقع قاعدة بيانات كرة القدم.إي يو (الإنجليزية)
- شافاني ويليس على موقع ناشيونال فوتبول تيمز (الإنجليزية)
- شافاني ويليس على موقع Soccerway.com (الإنجليزية)